# اوویا
اوویا (به فرانسوی: Ouvéa) یک کامین در فرانسه است که در کالدونیای جدید واقع شده‌است.

## خصوصیات
اوویا ۱۳۲٫۱ کیلومترمربع مساحت و ۴٬۳۵۹ نفر جمعیت دارد و ۲ متر بالاتر از سطح دریا واقع شده‌است.